# Lisa Cuddy
 (octobre 2011).
Lisa Cuddy est un personnage de fiction de la série télévisée américaine Dr House. Elle est interprétée par l'actrice américaine Lisa Edelstein. Elle est dans cette série la directrice de l'hôpital fictif de Princeton-Plainsboro, dans lequel officie le docteur Gregory House.

## Biographie fictive

### Cursus personnel et professionnel
Lisa Cuddy est l'aînée d'une famille de deux filles, sa sœur s'appelle Julia. Il est indiqué qu'elle est de religion juive pendant la seconde saison quand House lui dit qu'elle n'a pas eu de chance avec JDate, un service juif de rencontre en ligne; de plus, on aperçoit une petite Menorah lorsque House visite sa maison. Après la mort de son père, elle a commencé à avoir une relation très conflictuelle avec sa mère, Arlene.
Elle a étudié à l'université du Michigan et en est sortie, à l'âge de vingt-cinq ans, seconde de sa promotion avec un diplôme de médecine en poche. C'est à cette époque qu'elle rencontre Gregory House, qui était déjà une légende sur le campus. Elle devient la première femme doyenne de médecine à l'âge de trente-deux ans, en se donnant deux ans de plus sur son curriculum vitæ pour paraître plus crédible. Elle participe à l'opération de la jambe de House avec la petite amie de celui-ci à l'époque, Stacy Warner (interprétée par Sela Ward), et c'est elle qui empêche l'amputation de la jambe de Gregory House.

## Développement du personnage
Pendant la première saison la relation entre House et Cuddy était essentiellement professionnelle, et les interventions de Cuddy se cantonnaient le plus souvent à rappeler à House de faire ses heures de consultation, à lui éviter les problèmes d'ordre juridique, ou plus fréquemment à l'empêcher de blesser ses patients par ses interventions trop audacieuses.
C'est à partir de la fin de la deuxième saison de la série que le personnage de Lisa Cuddy a tendance à prendre de l'importance. On apprend ainsi qu'elle désire un enfant. Elle invite ainsi à dîner James Wilson, le meilleur ami de House, pour savoir s'il ferait l'affaire en tant que père, sans avertir ce dernier de ce détail. Wilson et House sont intrigués par cette invitation. Ce dernier fouille dans son bureau afin de trouver la justification de ce rendez-vous, et y découvre un stimulant à base de plantes. Il questionne donc Cuddy à propos de ce rendez-vous galant qui n'en était pas véritablement un. Elle admet alors vouloir un bébé.
Plus tard, dans De père inconnu, Cuddy dit à House que, pour tomber enceinte par fécondation in vitro, elle a besoin de faire deux injections par jour. Elle lui demande également de l'aider à faire ces injections, puisqu'elle ne peut pas le faire elle-même et qu'il est le seul à connaître son envie d'être enceinte. Elle insiste également pour qu'il garde le secret, ce que, contrairement à son habitude, House fera. Il n'en parlera à personne pas même à Wilson, son meilleur ami. Dans Rendez-vous avec Judas, Cuddy reconnaît que sa tentative de fécondation in-vitro a échoué, et qu'elle n'a pas pu tomber enceinte. Elle semble alors avoir perdu ses espoirs de tomber enceinte, et confie à Wilson que sur ses trois tentatives de fécondation in-vitro, une a échoué spontanément (ce qui pourrait justifier les remarques incessantes de House à propos de sa grossesse au début de la saison 3).
Lorsque House, pendant la première moitié de la troisième saison, risque de compromettre sa carrière à cause de poursuites judiciaires, elle commet un parjure pour le protéger, risquant ainsi la sienne. À cette occasion, le juge dit d'ailleurs à House qu'il a de bien meilleurs amis qu'il ne le mérite, à savoir Wilson et Cuddy.
Elle garde un rôle important dans la saison 4 sans toutefois qu'une intrigue de premier plan soit en lien avec elle. Après le décès d'Amber, la petite amie de Wilson, elle tente de réconcilier House avec celui-ci.
Dans la saison 5 de la série, elle tente encore une fois d'avoir un bébé et a cette fois-ci recours à une adoption (aux États-Unis les parents désirant abandonner leur enfant peuvent choisir la famille adoptante). Après s'être engagée à lui confier son bébé, la mère fait marche arrière et décide de finalement le garder.
L'épisode 11 est un nouveau tournant dans la vie de Lisa Cuddy. Après avoir diagnostiqué la maladie d'une adolescente de 17 ans, on apprend que celle-ci est tombée enceinte puis a abandonné son bébé. Malheureusement la jeune fille décède de sa maladie. Cuddy finit par retrouver le bébé et décide de contacter son avocat pour pouvoir l'adopter. La procédure aboutit et le bébé lui est confié.
Dans Le Grand Mal, elle reçoit sa première inspection d'un agent de la New Jersey Department of Human Services Police (en), équivalent de la DDASS ou de la DPJ au New Jersey, qu'elle passera avec succès. Elle confie plus tard à Wilson qu'elle a réussi selon leurs critères, mais pas selon les siens. Wilson lui répond qu'elle se fixe trop d'objectifs et que si elle a réussi cet examen, c'est qu'elle saura s'occuper du bébé.
Au cours de la saison 6, Cuddy va entamer une relation avec Lucas, l'ancien détective privé de House, qu'elle gardera le plus longtemps possible secrète. Connaissant les sentiments de House mais refusant toute relation intime puisqu'il sera incapable de vivre avec une mère, elle décide de déjouer tous les plans du diagnosticien pour les faire rompre. Quand House tente une dernière fois de se réconcilier avec elle, elle refuse, lui annonçant qu'elle s'est fiancée à Lucas et qu'il doit tourner la page. Ils se retrouvent ensemble sur le site d'un effondrement d'immeuble, où House perd l'une de ses patientes après avoir pris des risques pour la sauver. Alors qu'il est sur le point de reprendre du Vicodin, dont il s'était désintoxiqué, elle le rejoint dans son appartement et lui avoue ses sentiments : elle a en réalité rompu avec Lucas pour être avec House.
House et Cuddy entament donc officiellement leur relation et tentent de concilier leurs relations personnelle et professionnelle, cette liaison étant vue d'un mauvais œil par Wilson et la mère de Cuddy.
Un matin, Cuddy voit du sang dans ses urines. House ne parvient pas à être objectif et à trouver le diagnostic de son patient sans penser à la santé de sa compagne. Elle est finalement opérée d'un oncocytome au rein avec succès, mais en quittant l'hôpital, elle se rend compte que pour supporter la situation, House a replongé dans le Vicodin ; voyant le risque pour elle et sa fille adoptive de vivre avec un drogué, elle rompt. House s'enfonce alors dans le Vicodin et les provocations, mais Cuddy reste inflexible et choisit de tourner la page et de trouver un autre compagnon. Quand House le voit, il perd pied et défonce le mur du salon de la maison de Cuddy avec sa voiture avant de quitter le pays.
Cuddy quitte l'hôpital le lendemain, laissant le poste de doyen du Princeton-Plainsboro vacant ; elle sera finalement remplacée par Eric Foreman.

## Relations avec les personnages de la série

### Relation avec Gregory House

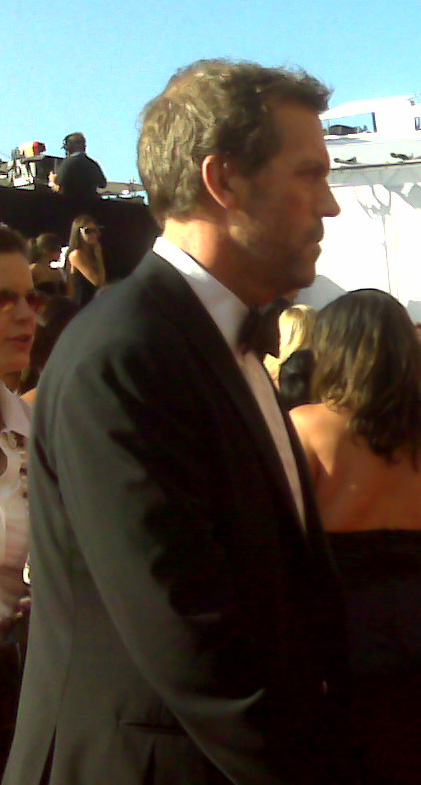
Hugh Laurie, interprète de Gregory House.

À partir du procès de House (première partie de la saison 3), la relation de Cuddy avec celui-ci se développe. House flirte ouvertement avec elle de plus en plus fréquemment et semble la voir sous un angle différent, principalement grâce au fait qu'elle ait risqué de compromettre sa carrière entière pour le sauver.
Il y a une certaine attirance sexuelle entre les deux personnages. On apprend d'ailleurs plus tard qu'ils ont déjà couché ensemble, alors qu'ils faisaient leurs études dans la même école de médecine. La relation n'est pas allée plus loin car le lendemain, House était renvoyé de cette école. Leurs conversations ne sont d'ailleurs pas exemptes d'allusions au sexe et à cette nuit en particulier. Ainsi, dans L'homme de ses rêves (Saison 3, épisode 16) :
-« House: Laissez moi tranquille, vous m'avez embauché… 

-Cuddy (l'interrompant): Parce que vous êtes un bon médecin qui ne pouvait même pas se vendre à une banque de sang, donc, je vous ai eu pour pas cher.  

-House: Vous m'avez donné tout ce que je demandais, parce qu'une nuit, je vous ai tout donné »
Dans Sans peur et sans douleur (épisode 14, saison 3), House se rend compte que Cuddy a un rendez-vous dans la soirée. Il l'interrompt en plein rendez-vous, disant qu'il a besoin d'un avis pour son patient. Il se rapproche de Cuddy, clamant haut et fort que celui-ci est « bien mieux que le précédent. » Cette même soirée, en rentrant chez lui, House remarque que, malgré ses efforts pour l'empêcher de voir Cuddy, Don a probablement fini la soirée chez elle.
Après avoir subi les très nombreuses remarques et réflexions de House à propos de ce rendez-vous, elle le confronte à ses motivations en lui demandant « Est-ce-que je vous plais, House ? », question à laquelle il ne répondra pas.
Alors que la saison 3 progresse, il y a de plus en plus d'allusions à la tension qui se crée entre House et Cuddy, ce particulièrement dans L'Enfant miroir (épisode 17, saison 3) alors que la patiente, Emma, a réussi à tomber enceinte après trois tentatives ratées de fécondation in vitro. En effet, quand House en arrive à la conclusion que c'est le bébé d'Emma qui est en train de la tuer et lui conseille d'avorter; celle-ci refuse et est soutenue par Cuddy. House confronte cette dernière à ses choix, lui disant que son jugement est biaisé par le fait qu'elle s'identifie à la patiente, étant elle aussi une « femme dans la quarantaine » qui a tenté à plusieurs reprises de tomber enceinte par fécondation in vitro. Néanmoins Cuddy ne change pas d'avis et réussit (avec l'aide de House) à sauver à la fois le fœtus et la mère.
En mai 2008, pendant une interview, l'actrice Lisa Edelstein, qui a alors interprété pendant cinq saisons le personnage de Lisa Cuddy, a déclaré que « Je pense que Cuddy aime beaucoup House et vit aussi à travers lui, car, si elle est une femme très séduisante, qui a réussi comme médecin, elle a aussi eu de moins en moins à faire avec la pratique réelle de la médecine alors que les années passaient. Donc je pense que même si elle est enthousiasmée par ce que House fait et la manière dont il le fait, elle est également profondément frustrée par lui. »
Dans la saison 5, la relation de séduction entre les deux personnages reprend de plus belle lorsque House l'embrasse après que la mère porteuse qui devait confier son enfant à Cuddy décide finalement de le garder.
Après la prise d'otage dont a été victime House, Cuddy lui demande s'il souhaiterait entretenir une relation suivie avec elle. 
Mais sa réponse est un « non », mais ce « non » fait sous-entendre que oui. On découvre que Cuddy n'est pas dupe de sa réponse. Dans l'épisode 10 , il y a une cohabitation entre House et Cuddy : étant donné l'état désastreux du bureau de la directrice, elle décide de s'installer dans celui du diagnosticien. Tout au long de l'épisode il règne une forte tension sexuelle. Ils s'amusent ouvertement, se cherchent, se taquinent sans jamais dépasser les limites. Cependant, Cuddy est bien déterminée à dire à House qu'elle est prête pour une relation avec lui. L'occasion se présente et ils sont face à face à quelques centimètres l'un de l'autre lorsque Cuddy prend la parole : 
-« Cuddy: Tout le monde sait que ceci va mener quelque part.. Je pense que l'on est censés s'embrasser maintenant.

-House: On a déjà fait ça. (House pose sa main sur le sein gauche de Cuddy) C'est l'étape logique après. (référence au baiser: ils se sont déjà embrassés donc ils peuvent passer à « l'étape suivante »)

-Cuddy: Je suis idiote d'avoir été surprise. »
Sur ce, elle quitte le bureau et avoue à Wilson que « House n'est qu'un gamin, incapable d'avoir une relation ». Cuddy découvrira ensuite son nouveau bureau, qui n'est autre que celui qu'elle possédait quand elle était à la faculté de médecine. Et ce bureau ne peut venir que de House qui en quelque sorte a essayé de se faire pardonner du geste qu'il a eu envers elle. L'épisode se termine sur une Cuddy désemparée qui voulait aller le remercier mais qui trouve House avec une prostituée dans son bureau.
Durant l'épisode 23 de la saison 5 (Sous l'apparence) House demande l'aide de Cuddy pour se sevrer du Vicodin. À la fin de l'épisode alors que Cuddy allait quitter l'appartement de House et en ouvre la porte, il reste sur son passage et la regarde fixement.
-« House: Merci

-Cuddy (remarquant son regard profond et insistant): Vous voulez m'embrasser, n'est-ce pas ? 

-House (la regardant droit dans les yeux): J'ai toujours voulu vous embrasser. »
Cuddy embrasse alors House, puis elle s'éloigne légèrement, il claque la porte en se dirigeant vers elle, ils se jettent dans les bras l'un de l'autre pendant qu'il la plaque au mur et l'embrasse fougueusement. 
Dans cet épisode, on en apprend aussi plus sur eux lorsqu'ils étaient à Michigan ensemble.
Dans l'épisode suivant, on apprend cependant que la nuit de sevrage et l'embrassade n'était qu'une hallucination de House.
Dans le dernier épisode de la saison 6, après lui avoir dit qu'elle ne l'aimait pas, qu'elle était heureuse avec Lucas, elle avoue à House qu'elle l'aime et qu'elle a rompu avec le détective :
« House : Vous allez parcourir toute la pièce et me l'arracher de la main ? (Il parle de la Vicodin)

-Cuddy : Non. Si vous voulez replonger, c'est votre choix.

-House : D'accord. Juste pour info, j'ai eu du mal à trouver les inconvénients.

-Cuddy : Vous devriez changer votre bandage à l'épaule.

-House : Vous êtes là pour ça ? c'est Foreman qui vous a envoyée ? 

-Cuddy : Non. 

- House : Vous êtes là pour me crier dessus ?

-Cuddy : Non. 

-House : Je ne sais pas alors.

-Cuddy : C'est Lucas… 

-House : Génial. Vous vous sentez à nouveau mal à l'aise ? Donc vous devez revenir de Las Vegas et vous vous êtes mariés. Ou alors vous êtes déjà enceinte.

-Cuddy : J'ai cassé 

-House : Quoi ?

-Cuddy : Je suis coincée, House. Je veux avancer dans ma vie et tourner la page, mais je ne le peux pas. J'ai une nouvelle maison avec mon fiancé mais je ne pense qu'à vous. J'ai besoin de savoir si nous deux ça peut marcher. 

-House : Vous pensez que je peux m'améliorer ? 

-Cuddy : Je ne sais pas. 

-House : Parce que je suis l'homme le plus paumé et le plus dévasté 

-Cuddy : Je sais. Je vous aime. J'aimerais mieux pas, mais j'y arrive pas »
Ils s'embrassent doucement puis House demande à Cuddy s'il n'est pas en train d'avoir une autre hallucination (comme dans les derniers épisodes de la saison 5). Cuddy lui fait remarquer qu'il n'a pas pris de Vicodin. House sourit, lâche ses médicaments et l'embrasse tendrement. L'épisode se ferme sur les mains, l'une dans l'autre, de House et Cuddy.
Le début de la saison 7 s'intéresse donc à la relation intime qu'entament House et Cuddy, les deux médecins essayant de faire durer cette liaison malgré leurs postes respectifs au sein de l'hôpital et leur passé.

### Relations avec les autres personnages
Même si les relations de Cuddy avec les personnages autres que House sont généralement limitées aux rapports hiérarchiques, il lui arrive d'interagir avec ceux-ci, plus particulièrement avec James Wilson, meilleur ami de House.
Ainsi, dans Poussées d'hormones (saison 3, épisode 19), Wilson invite Cuddy à deux reprises : la première fois, il l'invite à aller voir une pièce, et House, intrigué, lui demande immédiatement le motif de ce rendez-vous. En effet, selon lui, « la seule raison pour laquelle un homme invite une femme au théâtre, c'est de vouloir la voir nue. » Wilson se justifie en disant que coucher avec Cuddy n'est pas ce qu'il veut et qu'il s'agit d'une simple sortie entre amis. 
À la fin de cet épisode, House invite Cuddy à voir une pièce de théâtre avec lui, mais elle refuse, se disant occupée. C'est seulement dans Mauvaises décisions (saison 3, épisode 20) que l'on découvre que l'occupation de Cuddy était en fait un autre rendez-vous avec Wilson. Choqué, House contacte l'ex-femme de Wilson pour empêcher que Cuddy ne devienne la quatrième ex-Mme Wilson.
Cuddy semble particulièrement attachée à ce que House garde Cameron, Chase et Foreman autour de lui comme le prouve sa réaction aux évènements de l'épisode final de la saison 3. Elle les réunit parfois pour discuter avec eux des choix de House, et semble, notamment à leur départ, vouloir à tout prix qu'ils détachent leur jugement de l'emprise de House. Elle s'apercevra plus tard que c'est peine perdue. Cuddy semble s'entendre plus amplement avec Foreman étant donné qu'ils ont des façons de voir les choses ainsi qu'une approche sur House plus ou moins similaires. Durant la saison 5, elle fera appel à Cameron pour la remplacer, Cuddy ayant depuis peu adopté et n'arrivant pas à gérer sa vie de mère et sa vie professionnelle en même temps.

## Apparitions dans la série
Cuddy est apparue dans l'intégralité des cinq premières saisons, puis dans tous les épisodes de la sixième sauf Toucher le fond et refaire surface et dans tous ceux de la septième sauf Mise au jour. Bien qu'elle ne soit pas présente physiquement dans la dernière saison, elle est fréquemment mentionnée.

## Conception et analyse du personnage
David Shore a admis que le choix de l'interprète de Lisa Cuddy était très difficile, car il voulait éviter de faire du patron de House un personnage autoritaire qui le force à contourner les règles, ce qui, selon lui, en aurait fait « un idiot... et [il] ne voulait pas faire une sitcom », ou un patron qui dit oui à tout, ce qui la rend inutile. Lisa Edelstein a également participé à la construction du personnage, peu développé lors de la première saison, en faisant des recherches sur le métier du personnage et en proposant des idées sur le passé commun entre House et Cuddy avec David Shore.
Hugh Laurie a reconnu le talent de Lisa Edelstein et tout ce qu'elle a apporté au personnage : « On lui reproche de s'habiller de manière déplacée, de ne pas défendre assez la condition féminine dans le monde du travail, et ainsi de suite. Mais ce ne sont que des bêtises. Ce qu'elle fait quotidiennement est complexe et exigeant, et elle réussit à paraître simultanément amusante, glamour, opprimée et torturée. Comme les gens dans la vraie vie. ».